# Härdare
Härdare är ett ämne som används för att påverka härdningsreaktionen, det vill säga skapa bindningar, hos bland annat vissa plaster, limsorter och lacker.
Härdare används till exempel i polyesterplast, epoxilimmer och tvåkomponentlacker.